# ماکوتو تزوکا
ماکوتو تزوکا (انگلیسی: Makoto Tezuka؛ زادهٔ ۱۱ اوت ۱۹۶۱) کارگردان فیلم، پویانما، و فیلم‌نامه‌نویس اهل ژاپن است.